# 天鷹座30
天鷹座30，又名BD-07 5688，HD 209396、SAO 145836、HR 8401，是天鷹座的一颗恒星，视星等为5.54，位于銀經52.41，銀緯-45.11，其B1900.0坐标为赤經21h 58m 0.9s，赤緯-7° -45.11′ 20″。